# لمبرگ (ساسکاچوان)
لمبرگ (به انگلیسی: Lemberg) یک منطقهٔ مسکونی در کانادا است که در Abernethy No. 186, Saskatchewan واقع شده‌است. لمبرگ ۲۷۴ نفر جمعیت دارد و ۶۱۴ متر بالاتر از سطح دریا واقع شده‌است.